# Грановская, Марина Владимировна
Марина Владимировна Грановская (род. 13 января 1975, Москва) — российско-канадский футбольный функционер, топ-менеджер, бывший генеральный директор футбольного клуба «Челси». Лучший футбольный менеджер Европы по версии Tuttosport.

## Биография
Родилась в Москве, училась в школе № 21 (1217), в 1997 году с отличием окончила факультет иностранных языков и регионоведения МГУ и устроилась на работу в «Сибнефть», где стала помощником Романа Абрамовича и быстро доросла до статуса советника. После приобретения Абрамовичем «Челси» переехала в Лондон в 2003 году. С 2010 года выступала в качестве представителя владельца в клубе, участвуя в заседаниях совета директоров. С 2014 по июнь 2022 года официально директор ФК «Челси».

## Футбольный клуб «Челси»
Основная роль Грановской в «Челси» — трансферная политика, и в частности получение для клуба оптимальных условий в сделках. Так, к достижениям Грановской приписывают сохранение контракта с Дидье Дрогба в 2009 году, сохранение Джона Терри без повышения выплаты по контракту, возвращение в клуб Жозе Моуринью, приобретение Н’Голо Канте и Тимо Вернера.

Технический директор «Челси» Петр Чех: 
«Я был бы рад сказать вам, что подписание Вернера — моя заслуга, но в нашем клубе есть только один человек, который заключает сделки и доводит их до завершения. Это Марина. Мы вместе с Лэмпардом определяем игрока, который нам нужен, и пытаемся понять, хочет ли он к нам перейти. Дальше в дело включается Грановская, делающая самую тяжёлую работу. Она прорабатывает все аспекты сделки. Не сомневаюсь, что она — лучший человек для подобной работы».
В 2018 году была признана журналом Forbes самой могущественной женщиной в международном спорте. В 2021 году итальянское издание Tuttosport признало Грановскую лучшим футбольным менеджером Европы. 20 июня 2022 года по окончании сезона 2021/2022 приняла решение покинуть лондонский клуб. Впоследствии стало известно, что отставке предшествовала история, в которой один из ведущих британских агентов шантажировал Грановскую, вымогая 300 тысяч евро за участие в сделке по продаже «Челси» консорциуму во главе с Тоддом Боули.